# Parabopyrella thomsoni
Parabopyrella thomsoni är en kräftdjursart som först beskrevs av Bonnier 1900.  Parabopyrella thomsoni ingår i släktet Parabopyrella och familjen Bopyridae. Inga underarter finns listade i Catalogue of Life.